# Mamyr Stash
Mamyr Basam Stash (en ruso: Мамыр Басам Сташ; Maikop, 4 de mayo de 1993) es un deportista ruso que compite en ciclismo en las modalidades de pista y ruta. Ganó una medalla de bronce en el Campeonato Europeo de Ciclismo en Pista de 2017, en la prueba de persecución por equipos.

## Medallero internacional
| Campeonato Europeo | Campeonato Europeo | Campeonato Europeo | Campeonato Europeo      |
| Año                | Lugar              | Medalla            | Competición             |
| ------------------ | ------------------ | ------------------ | ----------------------- |
| 2017               | Berlín (Alemania)  | Medalla de bronce  | Persecución por equipos |

## Palmarés
2013
- 1 etapa del Gran Premio de Adigueya

2014
- Central European Tour Szerencs-Ibrany
- 2 etapas del Tour del Cáucaso

2017
- 1 etapa de la Flèche du Sud

2018
- 1 etapa de la Carrera de la Solidaridad y de los Campeones Olímpicos

2020
- Gran Premio de Gazipaşa

2022
- Gran Premio Manavgat-Side
- 3.º en el Campeonato de Rusia en Ruta